# Aeteina
Aeteina zijn een onderorde van mosdiertjes (Bryozoa) uit de orde van de Cheilostomatida. De wetenschappelijke naam ervan werd in 2018 voor het eerst geldig gepubliceerd door Gordon en Bock.

## Taxonomie
- Onderorde: Aeteina
  -  Superfamilie: Aeteoidea Smitt, 1868
    -  Familie: Aeteidae Smitt, 1868